# Sistema adiabatico
In termodinamica un sistema adiabatico è un sistema chiuso che non può scambiare calore con l'ambiente esterno; può invece scambiare lavoro. Il termine adiabatico deriva dal greco ἀ- ("alfa privativo"), διὰ- ("attraverso"), e βαῖνειν ("passare") e significa quindi "che non permette di passare attraverso".
Nella pratica, quasi nessun sistema termodinamico può essere considerato adiabatico in termini rigorosi, in quanto il calore viene continuamente scambiato tra due corpi che abbiano temperature diverse, però molti sistemi possono essere considerati a tutti gli effetti adiabatici, in particolare quando il calore viene trasmesso così lentamente da potere approssimare a zero il flusso termico (cioè di calore). Il sistema adiabatico è quindi un modello fisico utilizzato per descrivere i sistemi reali.
Un sistema adiabatico può essere costruito utilizzando un recipiente con pareti isolanti (o adiabatiche). Pareti che facciano passare il calore vengono invece dette "diatermane" (o "diatermiche"). Il contrario di sistema adiabatico è quindi sistema diatermico.